# Tōgo Igawa
Tōgo Igawa (jap. 伊川 東吾, Igawa Tōgo; * 26. September 1946 in Tokio, Japan) ist ein japanischer Schauspieler. Er arbeitet seit 1983 hauptsächlich beim Britischen Film.

## Leben
Togo Igawa studierte an der The Hiyuza Theatre Company Drama School und der Tōhō Gakuen Daigaku Schauspiel. Anschließend arbeitete er fast ausschließlich auf der Theaterbühne, bevor er 1983 nach England zog. Sein Leinwanddebüt gab er in dem 1979 veröffentlichten und von Ryū Murakami inszenierten japanischen Spielfilm Kagirinaku toumei ni chikai blue an der Seite von Kunihiko Mitamura, Mari Nakayama und Haruhiko Saitō. Sein britisches Leinwanddebüt war der 1986 erschienene und von Bob Swaim inszenierte Politthriller Half Moon Street mit Sigourney Weaver und Michael Caine in den Hauptrollen.
Igawa blieb auch in Großbritannien der Theaterbühne erhalten und wurde als erster japanischer Schauspieler Mitglied der Royal Shakespeare Company.
Parallel zu seiner Schauspielerei arbeitet er auch als Synchronsprecher für Videospiele. So war das 1999 erschienene Urban Chaos seine erste Arbeit. Es folgten unter anderem weitere Sprechrollen in Shogun: Total War, Perfect Dark Zero, Medieval 2: Total War, Crysis, Total War: Shogun 2 und PAYDAY 2.

## Filmografie
- 1979: Kagirinaku toumei ni chikai blue
- 1986: Half Moon Street
- 1989: Todesflug KAL 007 (Coded Hostile / Tailspin: Behind the Korean Airliner Tragedy)
- 1990: Puppenmord (Wilt)
- 1992: Unbeschreiblich weiblich (Just Like a Woman)
- 1994: Der blutige Weg zur Macht (La chance)
- 1994: Liebe und andere Geschäfte (A Business Affair)
- 1999: Topsy-Turvy – Auf den Kopf gestellt (Topsy-Turvy)
- 2000: Die neun Leben des Tomas Katz (The Nine Lives of Tomas Katz)
- 2001: Das B-Team: Beschränkt und auf Bewährung (The Parole Officer)
- 2003: Code 46
- 2003: Last Samurai
- 2005: Die Geisha (Memoirs of a Geisha)
- 2008: Speed Racer
- 2009: Die Eleganz der Madame Michel (Le Hérisson)
- 2009: John Rabe
- 2009: Ninja – Revenge Will Rise
- 2011: Johnny English – Jetzt erst recht! (Johnny English Reborn)
- 2012: Gambit – Der Masterplan (Gambit)
- 2014: Everly – Mit den Waffen einer Frau
- 2014: Hectors Reise oder die Suche nach dem Glück (Hector and the Search for Happiness)
- 2017: Star Wars: Die letzten Jedi (Star Wars: The Last Jedi)
- 2018: Mamma Mia! Here We Go Again
- 2019: The Crown (Fernsehserie, 1 Folge)
- 2023: Tetris